# Палибин, Иван Владимирович
Ива́н Владими́рович Пали́бин (28 марта [9 апреля] 1872, Тифлис — 30 сентября 1949, Ленинград) — русский и советский учёный-ботаник и палеонтолог. Доктор биологических наук (1934), профессор (1939), заслуженный деятель науки РСФСР (1946).

## Биография
Родился 9 апреля 1872 года, в Тифлисе, в семье военного. Обучался в Кадетском корпусе.
С 1889 года работал в Ботаническом саду в Москве.
С 1895 года работал и учился в Императорском ботаническом саду Санкт-Петербурга.
В 1906 году уехал в Швейцарию, поступив в Женевский университет, который окончил в 1910 году.
Вернувшись в Россию, до 1915 года работал в Петербургском ботаническом саду.
В 1916—1922 годах был директором Батумского ботанического сада. Ездил в ботанические экспедиции по Восточной Азии, Кавказу, Забайкалью, Казахстану.
В 1923 году вернулся в Ботанический сад в Ленинграде, возглавлял Ленинградский ботанический сад и музей (1929—1932). С 1932 года организовал и возглавлял сектор палеоботаники в Ботаническом институте АН СССР.
В 1934 году И. В. Палибину была присвоена учёная степень доктора естественных наук, в 1939 году — звание профессор.
Во время блокады Ленинграда оставался для охраны имущества института.
Исследовал в основном третичную флору
Скончался 30 сентября 1949 года в Ленинграде, похоронен на Шуваловском кладбище.

## Награды и звания
- 1943 — Медаль «За оборону Ленинграда»[4]
- 1945 — Орден Трудового Красного Знамени (10 июня 1945)
- 1946 — Заслуженный деятель науки РСФСР.

## Публикации
Основные научные работы:
- Palibin, I.V. Conspectus florae Koreae. — 1899—1901.
- Palibin, I.V. Résultats botaniques du voyage à l' Océan glacial sur le bateau brise-glace „Ermak“. — 1903—1906. — 128 p.

## Память
Таксоны названные в честь И. В. Палибина:
- †Palibinia Korovin, 1932
- †Palibiniopteris Pryn., 1956
- Astragalus palibinii Polozhij, 1955
- Krascheninikovia palibiniana Takeda, 1913 [≡ Pseudostellaria palibiniana (Takeda) Ohwi, 1935]
- Leontopodium palibinianum Beauverd, 1913

В честь И. В. Палибина, как участника экспедиции на ледоколе «Ермак» в 1901 году, назван мыс Палибина (Баренцево море, Земля Франца-Иосифа, остров Южный Хохштеттера).